# Salim Belksir
Salim Belksir (* 19. März 1963 in Constantine) ist ein ehemaliger algerischer Radrennfahrer und nationaler Meister im Radsport.

## Sportliche Laufbahn
Belksir gewann die nationale Meisterschaft im Straßenrennen der Junioren 1981 vor Zoubir Lagab. 1985 konnte er den Titel bei den Amateuren gewinnen. Er entschied das Meisterschaftsrennen vor Irbeh Sebti Benzine für sich.
1986 siegte er in der Algerien-Rundfahrt vor Benzine und gewann einen Tagesabschnitt des Etappenrennens. 1988 gewann er erneut eine Etappe der Rundfahrt. 1984 war er am Start der Internationalen Friedensfahrt und schied im Rennen aus.